# 紫蘇
紫蘇是唇形科紫苏属下唯一种，一年生草本植物，主產於东南亚、台湾、中国大陸湖南、江西等中南部地区、喜马拉雅地区，日本、缅甸、朝鲜半岛(南韩广泛俗称苏叶为芝麻叶)、印度、尼泊尔也引进此种，而北美洲也有生长。
在中医中，紫蘇的茎、叶和种子均可入药，其葉又称蘇葉，具有解表散寒、行气和胃功效；其果实紫苏子又名苏子、黑苏子、野麻子、铁苏子，具有降气消痰、平喘、润肠功效；紫苏梗有理气宽中、止痛、安胎功效。
紫苏富含植化素、矿物质和维生素，具有很好的镇静抗炎作用，而且可为其他食品保鲜和杀菌，其叶可制作菜肴，也可用来腌製泡菜，种子富含有益健康的紫苏油，这种油具有强烈的香气，且含有高量的ω-3必需脂肪酸。
属名Perilla来源于印度语perilla，一种植物名。种名frutescens意为“呈灌木状的”。

## 形态
紫苏株高0.5米－2米，原种株高约1米，荏胡麻株高约1.5米，各个变种株高范围略有变化。茎四棱柱形，直立多分枝，叶片椭圆形或卵形，对生，边缘有锯齿，两面多为绿色或紫色，也有两面异色的品种，部分品种叶面皱缩；总状花序腋生，花小具梗，花色有白、紫及粉色，花期7－8月；棕褐色小坚果为球形，结果期9－10月。全株有香味。

## 分类

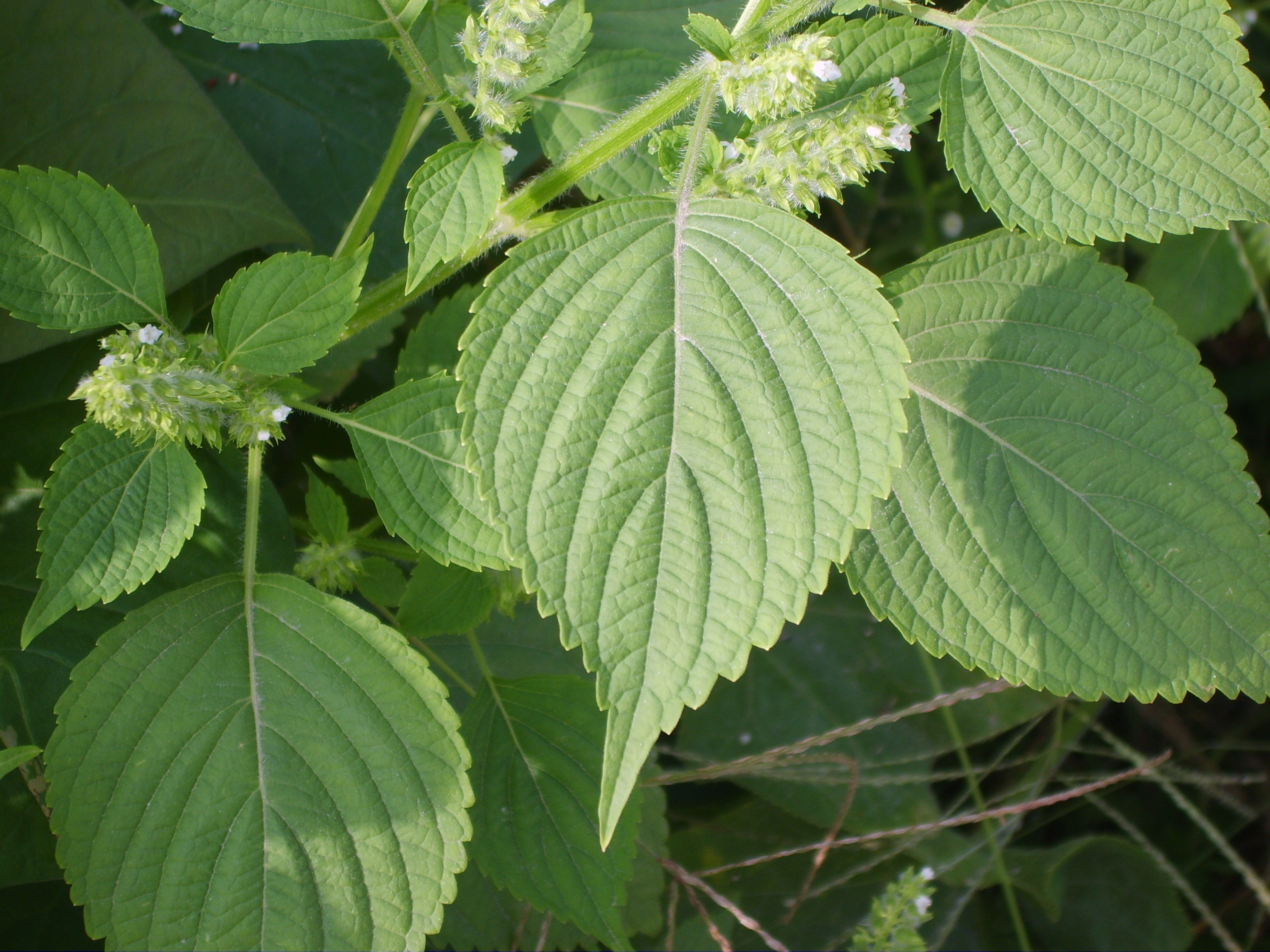
紫苏（白紫苏）

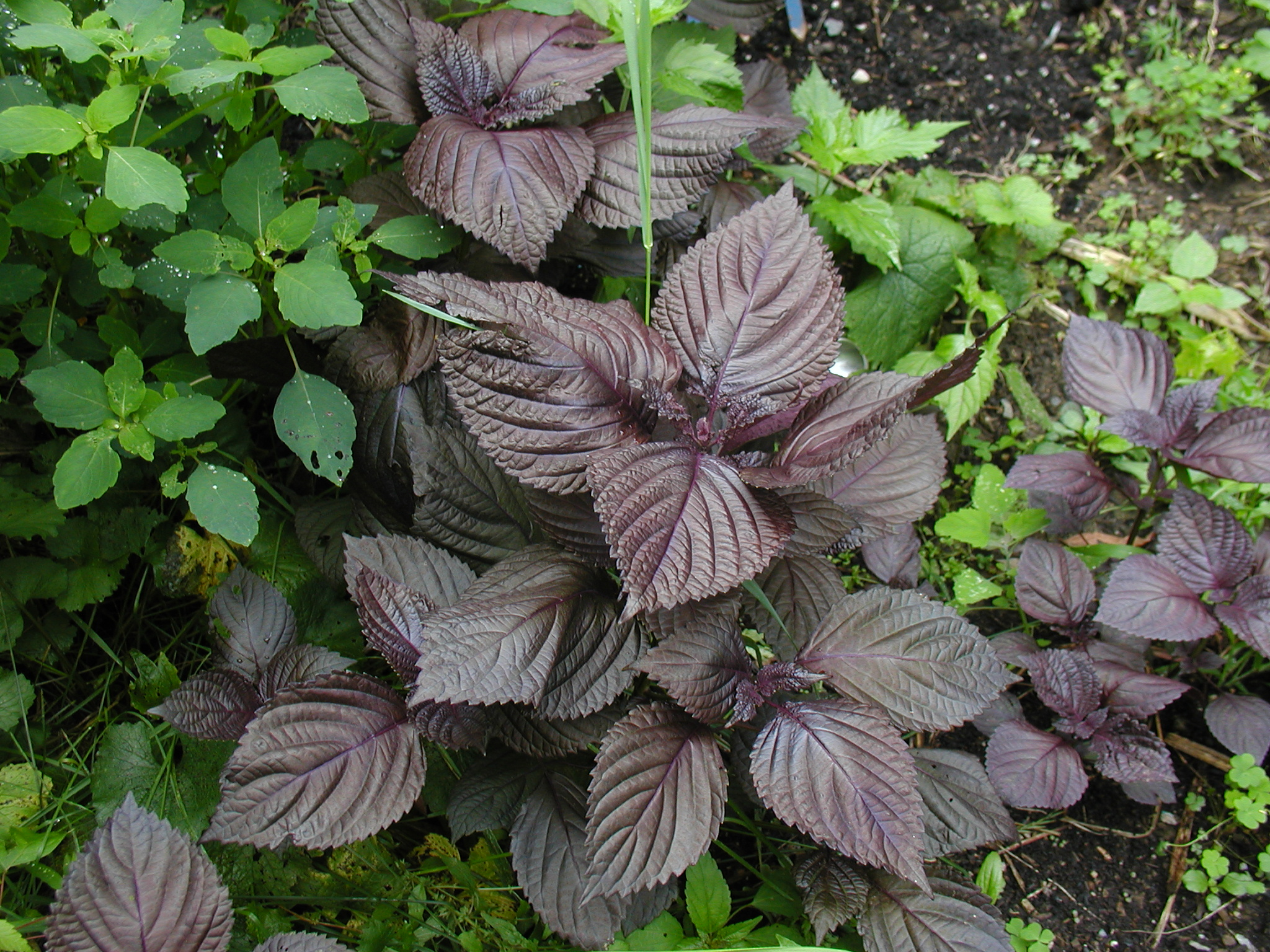
回回苏（红紫苏）

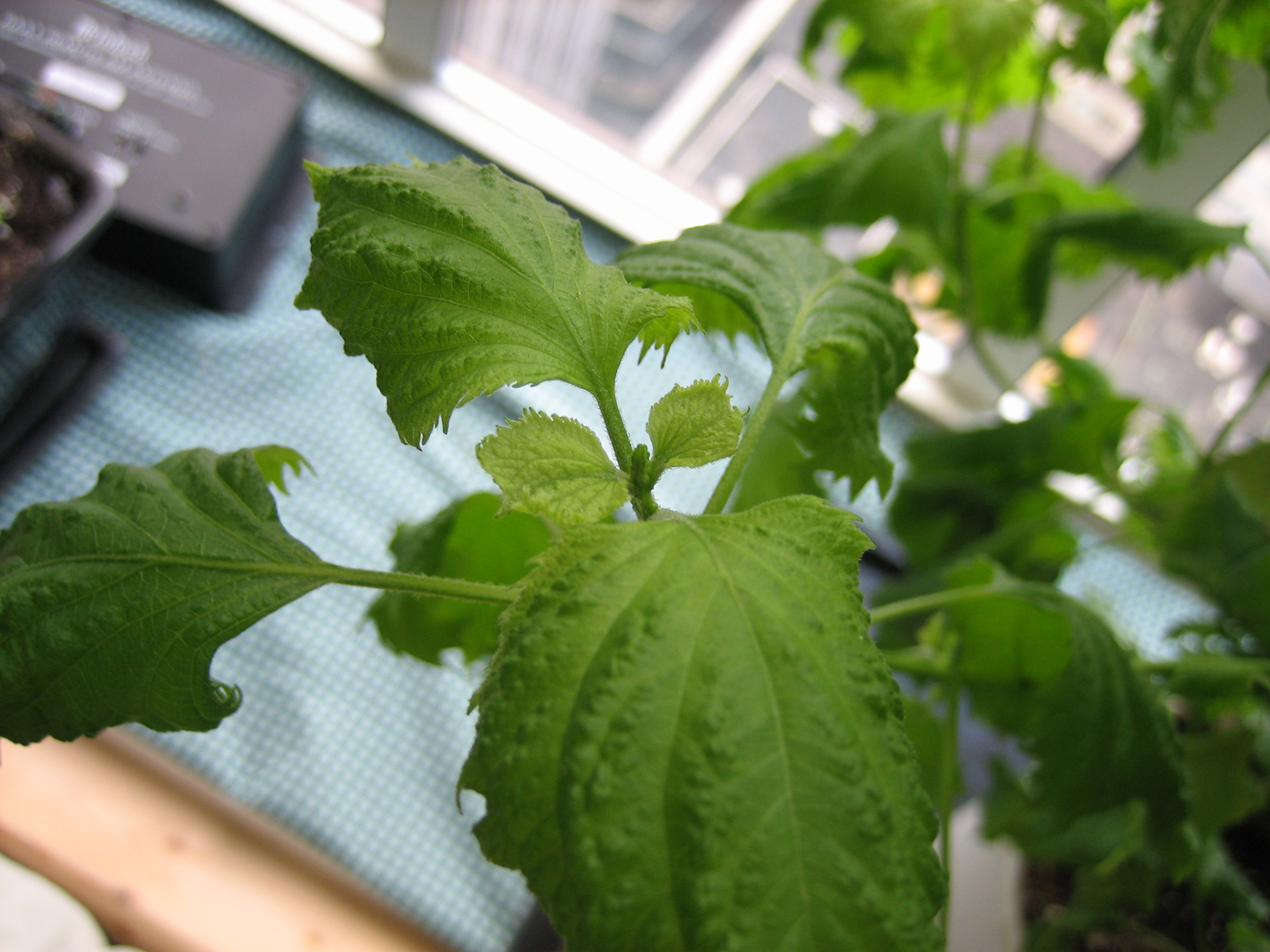
回回苏（青紫苏）

历史上紫苏属中的种类命名很混乱，经修订后属下只有紫苏（Perilla frutescens）一种，其他均为错误归类或重复命名。以下是变种的分类：
- 紫苏（白紫苏） Perilla frutescens (L.) Britton
- 回回苏 Perilla frutescens var. crispa (Thunb.)H. Deane
  - 红紫苏 Perilla frutescens var. crispa f. purpurea
  - 青紫苏 Perilla frutescens var. crispa f. viridis
- 柠檬紫苏[4][5]Perilla frutascens var. hirtella (Nakai) Makino

## 成分和作用

紫蘇醛

紫蘇所含的揮發油紫苏油中的主要成分是紫蘇醛，占总量的50－60%，是紫苏油浓郁气味的主要来源。其他主要的萜烯类物质包含柠檬烯、石竹烯以及金合欢烯。
蘇子成分為脂肪油45.3%，亞油酸42.6%，α-亞麻酸22.4%，還含有維生素B1和氨基酸類化合物。
在紫苏成分已知的化学型中，PA（主要成分：紫蘇醛）是唯一在烹饪中使用的一种物质。其他的化学型是PK（紫苏酮）、EK（香薷酮）、PL（紫苏烯）、PP（苯丙素：肉豆蔻醚、莳萝油脑、榄香脂素）、C（柠檬醛）以及玫瑰呋喃中富含的一型。

### 生理作用
紫蘇對葡萄球菌有較強的抑制作用，對大腸杆菌、痢疾杆菌也有抑制作用。但臨床上對於葡萄球菌所致的疾病很少使用紫蘇，而對大腸杆菌、痢疾杆菌所致的腸胃炎病，則有用之。紫蘇能擴張皮膚血管，刺激汗腺分泌，故有發汗作用，亦能減少支氣管分泌，緩解支氣管痙攣，因而有止咳袪痰作用，故感冒咳嗽每多用之。此外，紫蘇能促進消化液分泌，增強胃腸蠕動，故其行氣和中的作用可能與此有關。其所含揮發油有較強的防腐作用。
不过紫苏酮（3-(4-甲基-1-氧-3-戊烯基)呋喃）对于某些动物是有毒的，如牛、马等家畜及一些野生动物。当这些动物食用含有PK化学型的紫苏后，紫苏酮会造成肺水肿，这种情况属于紫苏中毒，但是人类却不受其害。紫苏酮主要存在于北美洲本土生长的紫苏品种。

## 栽培與生長環境
紫蘇喜歡溫暖的氣候，最佳生長溫度為20-30°C，避免極端寒冷或炎熱的環境。它對光照有較高需求，應選擇陽光充足的地點種植，並能適應半陰的環境，但過於陰暗則會影響其生長和葉色。
紫蘇對土壤要求不高，但以排水良好、富含有機質的沙質壤土為最佳。土壤pH值應保持在6.0至7.5之間。栽培時需保持土壤微濕，避免積水，但也不能過於乾燥。紫蘇生長期間需要定期施肥，尤其是在生長旺盛的季節，可施以氮肥促進葉片的生長。
紫蘇在開花後會逐漸凋萎，因此在栽培過程中可適時修剪，以促進側枝生長，延長葉片的收穫期。

## 中医学
具發汗解熱，祛痰鎮咳，健胃，利尿，解毒，鎮痛，止嘔，安胎功效。性味：莖葉：辛、溫。效用：莖：理氣寬中，止痛，安胎。治胸膈痞悶，胃脘 疼痛，噯氣嘔吐，胎動不安；葉：解表散寒，理氣消食，行氣和胃。治感冒，咳嗽，姙娠嘔吐，氣喘荏，食積，魚蟹中毒；蘇梗；理氣寬中，解鬱安胎；蘇子：降氣定喘，化痰止咳；果實：降氣消痰，平喘，潤腸。治痰壅氣逆，咳嗽氣喘，腸燥便秘；根及近根老莖：除風散寒，袪痰降氣。治咳逆上氣，胸膈痰飲，頭暈身痛及鼻塞流涕；外用治洗瘡；宿萼：治血虛感冒。

### 性味歸經

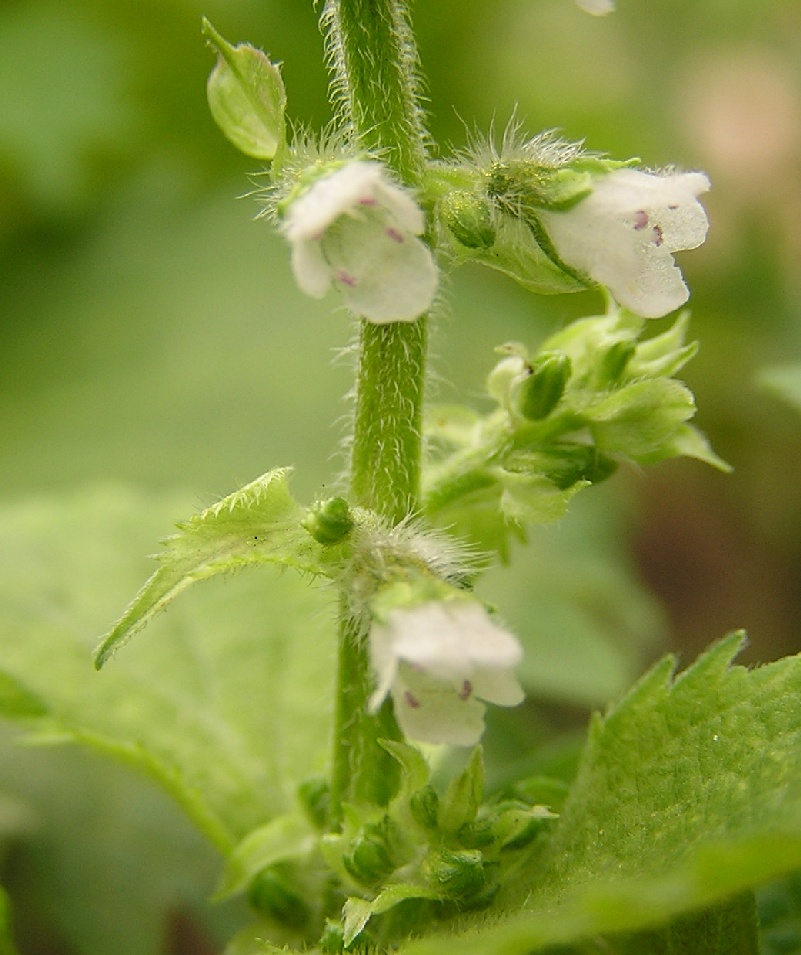
紫蘇的白花

- 味辛
- 性溫
- 氣香
- 入肺、脾經

### 功效應用
- 發散風寒：紫蘇辛溫能發散風寒，味辛又能開宣肺氣而止咳嗽，用於感冒風寒表實証，症見發熱、惡寒、頭痛、鼻塞，兼見咳嗽等，常配前胡、桔梗等同用，如杏蘇散。《名醫別錄》謂紫蘇「主下氣，除寒中。」
- 行氣和中：紫蘇辛散溫行，氣香醒脾，故能行滯氣以和胃，用於感冒風寒表証而兼脾胃氣滯之胸悶不舒、嘔噦惡食等症，常配香附、陳皮等同用，如香蘇散；用於妊娠感冒氣機不利引起胎動不安、胸悶噁心者，多以蘇梗配砂仁、陳皮等同用。
- 解魚蟹毒：紫蘇有芳香辟穢、辛溫散寒而解魚蟹毒之功（中醫認為魚蟹乃生冷寒濕之品）。用於進食魚蟹等寒涼之物引起的吐瀉、腹痛，單用或配生薑、半夏、藿香煎湯服。民間有用蘇葉6－10克與魚蟹一同煮服食者。民间传说此功效是由东汉名医華佗发现，“紫苏”一名也是出自他的命名。[6]
- 外用治陰囊濕疹。
- 本品含揮發油成份，有防腐作用。

### 用量用法
用於解表，一般用6－10克。

### 使用注意
表虛自汗者忌用。

### 相关药方
- 神秘汤：配方陈皮、桔梗、紫苏、人参、五味子、槟榔、炒桑白皮、半夏、炙甘草等量，主治上气喘急，不得卧。
- 半夏厚朴汤：配方半夏、生薑、厚朴、紫苏叶、茯苓，有行气开郁，降逆化痰之功用。
- 香苏散：配方香附、紫苏叶、炙甘草、陈皮，有疏散风寒、理气和中之功用。

## 食用
嫩莖葉可供為蔬菜食用，或烹調各種海鮮肉類，亦可供為醃漬物調味料和染色料，或調製成各式飲料等。可作為調味料、香辛料、餅乾、食品醃漬如   紫蘇梅，是很好的調味料。

### 中国
紫蘇最早的起源是西漢時的冬季，市場上有賣紫蘇。
紫苏在中国种植约有2000年历史，明代李时珍曾记载：“紫苏嫩时有叶，和蔬茹之，或盐及梅卤作菹食甚香，夏月作熟汤饮之”，可見紫蘇在中国人的饮食中很常见。中国人用紫苏烹制各种菜肴，常佐鱼蟹食用，烹制的菜肴包括紫苏干烧鱼、紫苏鸭、紫苏炒田螺、苏盐贴饼、紫苏百合炒羊肉、铜盆紫苏蒸乳羊等。

### 韩国

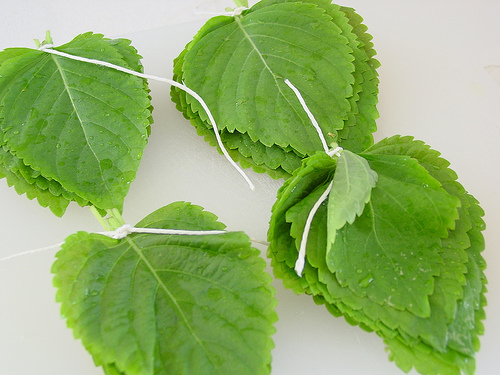
韩国泡菜使用的紫苏叶

韩国最主要的品种是白紫苏（学名：Perilla frutescens var. frutescens），又名白苏、荏、荏子、水荏、野荏等，在韩国和朝鲜称为「deulkkae(들깨)」。叶片比日本青紫苏要更大、更圆、更为平坦，而且锯齿较为细密，一面是紫红色，一面是绿色。韩国人用紫苏制作泡菜，基本上在全世界的韩国货商店中都有紫苏泡菜罐头销售，在这种罐头中，每两片紫苏叶包裹着一个红辣椒。新鲜的紫苏叶可用来制作沙拉。紫苏子用作肉类食品的调料，也用来制作紫苏芝麻盐。韩国人在吃烤肉习惯用新鲜的紫苏叶或辣椒叶搭配，而目前韩国人掀起了用紫苏叶补钙的热潮，因为紫苏叶富含钙质。
韩国人用紫苏的种子压榨食用油，或者用种子磨成粉加入汤中作调味品。

## 其他用途
園藝用於庭園美化或是盆栽。
紫苏油可由苏子榨取，苏子含有35－45%的紫苏油。紫苏油富含奥米加三必需脂肪酸α-亚麻酸。由于紫苏油是一种乾性油，其可用于制作涂料、清漆、油毡、墨水、漆器以及布料的防水涂层，也可以用作燃料。
紫蘇精油主要成分為紫蘇醛 (50-75%)、紫蘇酮 (15-38%) 及檸檬烯 (13%)，其中紫蘇醛是紫蘇精油濃郁氣味的主要來源，可用於美妝保養等產品的應用。
- 紫蘇精油功效之身體療效:

(1)擴張皮膚血管，刺激汗腺分泌，固有發汗作用，長樂於外感風寒無汗者。
(2)減少支氣管分泌物，緩解支氣管不適，因而止咳祛痰。
(3)緩解頭痛、發燒、慢性支氣管炎、支氣管擴張、鼻塞、海鮮中毒、過敏性鼻炎、過敏性哮喘等。
(4)也能夠促進消化液分泌，增強腸胃蠕動，故其行氣和中的作用可能與此有關。
(5)紫蘇精油對葡萄球菌有較強的抑制作用，對大腸桿菌、痢疾桿菌也有抑制作用，但臨床上對於葡萄球菌所致的疾病很少使用紫蘇精油，而對大腸桿菌、痢疾桿菌所致的腸胃炎病，則有用之。
紫苏葶（紫蘇醛肟）在日本被用作甜味剂，因为其甜度是蔗糖的2,000倍。